# Кулик, Сергей Фёдорович
Сергей Фёдорович Кули́к (р. 7 ноября 1939, Киев) — советский и российский журналист-международник, политический обозреватель ТАСС, писатель-африканист, путешественник, автор 14 книг, множества очерков и статей о странах Восточной и Южной Африки. Основное направление научных исследований — этнография и экономика стран Восточной и Южной Африки. кандидат экономических наук. Владеет английским, португальским и суахили языками.

## Биография

### Происхождение и ранние годы
Отец — Кулик Фёдор Тихонович (1910—1986), инженер-текстильщик, участник Великой Отечественной войны, мать — Кулик Ольга Валентиновна (1914—2006), специалист по лабораторной диагностике, 40 лет проработавшая во 2-й Поликлинике АН СССР. Годы войны вместе с матерью и бабушкой, Ольгой Игнатьевной Савельевой, провёл на оккупированных территориях Украины. Вскоре после освобождения Киева и расторжения брака родителей они переехали в Москву. В 1947—1956 годах учился в школе № 50 в Померанцевом переулке, соединяющим Остоженку с Пречистенкой, знаменитые своим прошлым. Прадед будущего африканиста Д. Т. Савельев с гимназических времён был близким товарищем А. П. Чехова, в 1883 году великий писатель специально приезжал в Таганрог на свадьбу своего друга с дочкой коллежского секретаря Е. И. Блонской — прабабкой С. Ф. Кулика. Неудивительно, что его любимой книгой стали чеховские путевые заметки «Остров Сахалин». Все эти подробности впервые были описаны Сергеем в школьной стенгазете «Наша Пятидесятая», главным редактором которой он был в 1955—1956 годах.
Все летние школьные каникулы Сергей проводил в подмосковном посёлке Томилино, на даче своего двоюродного деда по линии матери, профессора физики Н. Н. Демидова. На соседней даче за высоким забором, в коттедже посреди огромного лесного участка, в 1946—1953 годах отбывал плен генерал-фельдмаршал Фридрих Паулюс.
Иногда ему разрешали прогуливаться по заросшей тогда полевыми цветами улице Тургенева, вдоль которой Сергей целыми днями ловил бабочек. Охранники обычно не мешали контактам фельдмаршала с соседским мальчишкой, которого он одаривал шоколадом. Потом, не без помощи адъютанта-переводчика, Паулюс начал рассказывать Сергею о красоте бабочек, виденных им в Африке. Затем вручил юному соседу роскошно изданный в Германии иллюстрированный том А. Брэма о насекомых. А в день именин 18 июля презентовал опубликованные незадолго до того в Москве книги Д. Ливингстона, Г. Стэнли и дореволюционные русские издания о путешествиях В. В. Юнкера и Е. П. Ковалевского по Африке. Так дедовская библиотека, чеховские путевые заметки и дары пленённого гитлеровского генерала породили у Сергея мечту о путешествиях по Чёрному континенту.
В 1956 году С. Кулик поступил на географический факультет МГПИ имени В. П. Потёмкина. В 1960 году этот ВУЗ был слит с МГПИ имени В. И. Ленина. Зимой 1957 года участвовал в студенческой Хибинской экспедиции института. В 1958 году в качестве лаборанта работал в гляциологическoй экспедиции МГУ имени М.В. Ломоносова по программе Международного геофизического года на Эльбрусе, где около трёх месяцев провёл в высокогорных условиях на Приюте одиннадцати (4050 м) и Приюте Пастухова (4800 м), мечтая среди кавказских ледников об Африке. Летом 1959 года на три месяца присоединился к работе Аральской ботанической экспедиции Ташкентского государственного университета.
В 1961 году, окончив МГПИ имени В. И. Ленина, был принят на работу сотрудником (цензором) Главного управления по охране военных и государственных тайн в печати при Совете Министров СССР (Главлит СССР). Там, по его собственным словам, «занимался не порчей произведений непризнанных тогда оппозиционных советских классиков, а самообразованием, читая и выпуская в свет исключительно географическую и экономическую литературу» издательств «Географгиз», «Учпедгиз» и Главной редакции восточной литературы издательства «Наука». Однако через полтора года был уволен из Главлита за публикацию в подконтрольном ему журнале «География в школе» собственных статей об этническом составе населения Тропической Африки и экономике Республики Гана, а также, по неведению, за неуплату комсомольских взносов с полученных за них гонораров.

## Профессиональный путь

### Журналистика, этнография и литературная деятельность
В 1963 году был принят на работу в ТАСС при СМ СССР на должность редактора незадолго до того созданной Редакции стран Тропической Африки. Его авторские заметки и статьи начали появляться как на ленте ТАСС, так и на страницах провинциальных газет. В апреле 1966 года впервые выехал в Африку как специальный корреспондент ТАСС для освещения 1-го Всемирного фестиваля афро-негритянского искусства в Дакаре (Сенегал), затем посетил Сьерра-Леоне, Марокко и Алжир.
В 1967 году был назначен корреспондентом ТАСС в Кении, которая одновременно превратилась в главный объект его научных интересов. Посол СССР в Кении Д. П. Горюнов, ранее занимавший пост Генерального директора ТАСС, активно способствовал длительным журналистским командировкам Кулика не только в соседние Эфиопию, Сомали, Танзанию и Уганду, но и поездкам по странам, где в те годы не было советских журналистов — в Бурунди, Руанду, Заир, Замбию, Малави, Ботсвану, Лесото, Джибути, Мадагаскар, на Маврикий, Реюньон, Коморы, Сейшелы. Так Сергей Кулик стал первым советским журналистом, побывавшим в редко посещавшихся европейцами районах у древнейших обитателей земли — бушменов пустыни Калахари, проникшим под полог экваториальных лесов Итури к самым низкорослым среди людей — пигмеям мбути и самым высоким — великанам тутси вдоль берегов озера Киву, добравшимся до полных загадок болот Бангвеулу и познавшим там секреты врачевания народных целителей — нганга, что живут вдоль восточного побережья озера Малави. Обо всём этом и многом другом он написал в своей первой книге «Сафари. Путешествия по Восточной, Центральной и Южной Африке», вышедшей в 1971 году 100-тысячным тиражом в издательстве «Мысль». В 1972 году издательством «Наука» была опубликована его же 450-страничная книга «Современная Кения».

Рецензия газеты «Известия» на его первую книгу «Сафари» называлась «Африка, увиденная изнутри», — вспоминает доктор исторических наук Юрий Михайлович Кобищанов — «С тех пор писатель-географ оставался верен своей основной теме. Он как бы подчеркнуто избегает описаний африканских столиц и заезженных туристских достопримечательностей. Вот почему его Африка пропитана не выхлопными газами автомашин, а дымом деревенских очагов. И всё же это Африка сегодняшнего дня, ибо интерес к общине, к традиции, к истории подчинён в книге уяснению того главного, что и создаёт ныне невидимый, но мощный „фон“ африканской действительности, взаимоотношений старого и нового, отживающего и нарождающегося, взаимопроникновению и взаимовлиянию традиций и новаций. Обращаясь к прошлому в настоящем, автор хочет помочь разглядеть Африку будущего».

В 1968—1972 годах поддерживал тесные дружеские отношения с семьёй Джой и Джорджа Адамсонов, прославившихся на весь мир своими книгами и фильмами о дружбе с жившими вместе с ними на воле львами и гепардами в диких тогда Национальном парке Меру и заповеднике Шаба. В 1969 году в Олдувайском ущелье интервьюировал знаменитого археолога Льюиса Лики, обнаружившего там древнейшие, по тем временам, останки Homo habilis (свыше 2 млн лет) и австралопитеков, что стало существенной ступенью в деле исследования происхождения человека.
В 1975 году в издательстве «Мысль» была опубликована его книга «Кенийские сафари», написанная на основе материалов путешествий по северным, в то время закрытым для иностранцев районам Кении, заселённым воинственными нилотскими и кушитскими племенами. Недаром Юрий Нагибин в своих путевых очерках «Моя Африка» называет автора этих книг «бывалый Кулик».
Сергей Кулик вспоминает: «За 6 лет работы в Найроби и непрекращающихся поездок по Восточной Африке из Кении были высланы — «за деятельность, несовместимую с журналистикой», — 5 советских корреспондентов. Когда перед отъездом в Москву я наносил прощальный визит кенийскому министру информации, он иронически спросил: «А догадываетесь, почему Вы проработали у нас так долго? И почему Вас пускали в недоступные для иностранцев районы? Да потому что интересовались Вы не столько нынешней оппозицией, сколько давней традицией». Я воспринял это высказывание скорее как комплимент, чем упрёк. И принялся за книгу «Кенийские сафари», посвящённую традиционной жизни наименее известных и наиболее воинственных племён этой страны".
В 1972 году был отозван в Москву и назначен политическим обозревателям ТАСС. Практически еженедельно подготавливал авторские статьи о политических и экономических проблемах Африки. Вскоре после «Революции гвоздик» 1974 года в Лиссабоне был направлен специальным корреспондентом ТАСС в Португалию, а затем — в объятую беспорядками Луанду (Ангола), откуда ежедневно диктовал в Москву информацию о переходе власти в столице от колонизаторов под военный контроль просоветски настроенного МПЛА. В конце того же года переправился в мозамбикский Лоренсу-Маркиш (ныне Мапуту), откуда, пользуясь возможностью получать свежие газеты и принимать передачи радио и телевидение ЮАР, впервые для ТАСС начал передавать оперативную информацию о событиях в соседней расистской республике. Затем по приглашению руководства Фронта освобождения Мозамбика (ФРЕЛИМО) направился на крайний север страны, к побережью озера Ньяса и в леса Кабу-Делгаду, контролируемые антипортугальски настроенным племенем маконде. Оттуда вместе с отрядами партизан ФРЕЛИМО он, посетив острова Ибо и Мозамбик, совершил бросок на крайний юг Мозамбика, ещё контролировавшийся колонизаторами.
После возвращения весной 1975 года в Москву продолжил работу политическим обозревателем ТАСС. В том же году в Институте Африки АН СССР защитил закрытую диссертацию на соискание учёной степени кандидата экономических наук по теме «Социально-экономические итоги политики африканизации в Кении. 1963—1973». Под названием «Африканизация в Кении» эта работа в 1978 году была частично опубликована отдельной книгой в издательстве «Наука».
В конце того же года вновь возвратился в Лоренсу-Маркиш в качестве первого постоянного советского корреспондента в Мозамбике, получившего возможность освещать события во всех странах южноафриканского региона. Первым из советских журналистов совершил длительную поездку по Свазиленду. Писательским отчётом о работе в НРМ стала книга «Мозамбикские сафари» — несколько политизированная с учётом активизации в этой стране правых контрреволюционных сил, поддерживавшихся расистским режимом ЮАР.
Осенью 1977 года Кулик был отозван в центральный аппарат ТАСС и вновь назначен политическим обозревателем этого агентства. Издательство «Планета» в 1981 году выпустило его фотоальбом «Мозамбик», а в 1985 году — книгу фотоочерков «Кения» (совместно с Д. П. Горюновым). В издательстве «Мысль» в 1981 году вышла книга «Когда духи отступают» о Мадагаскаре. В «Политиздате» в 1983 году тиражом в 100 000 экз. была опубликована книга «Африка: по следам событий», повествующая о происках неоколониализма против патриотических сил Анголы, Мозамбика, Зимбабве, Малави, Ботсваны, Лесото, Свазиленда, Мадагаскара, Маврикия, Реюньона, Коморских и Сейшельских островов. В том же году в Лейпциге (ГДР) издательство «Брокгауз» выпускает его фотоальбом «Am Horn von Afrika» («Африканский Рог»), посвящённый Эфиопии, Джибути, Сомали и Кении. Продажа его в СССР была запрещена, поскольку ряд помещённых там авторских фотографий были сочтены цензурой либо «излишне эротическими», либо «неоправданно отражающими влияние мусульманской и коптской церквей в странах, вставших на путь социалистического развития». Опубликовал также несколько десятков очерков в журналах «Огонёк», «Новое время», «За рубежом», «Мировая экономика и международные отношения», «Наука и жизнь», «Вокруг света», «Москва». В 1988 году издательством «Мысль» была опубликована книга «Чёрный феникс» более чем с 900 цветными авторскими фотографиями на небывало высоком, по тем временам, полиграфическом уровне.

«Авторское слово в „Черном фениксе“ как бы слито с авторскими фотографиями,- пишет доктор исторических наук Ю. М. Кобищанов. — За многие годы работы в Африке Сергей Кулик, нигде и никогда не расставаясь с фотокамерой, сумел отснять такое количество слайдов, что порою кажется, перед ним должна стоять дилемма: писать книгу или делать альбом, рассказывать или показывать? Отдав должное каждому из этих жанров, писатель создал уникальное произведение, которое по зоркости и вниманию к деталям, по своей наглядности напоминает видеоряд фильма. Кое-какие его выводы могут показаться несколько сенсационными, оценки прошлых достижений африканской культуры — излишне комплиментарными, ситуации — неправдоподобными. Но неподкупный фотообъектив с документальной точностью подтверждает повествование»
.
Возвращаясь в Москву, неоднократно выступал на Центральном телевидении в «Клубе путешественников», короткое время был ведущим телепередачи «Ленинский университет миллионов». В 1988 году совершил длительную поездку по Нигерии. В 1989 году по предложению американской организации «Hunger Project» написал сценарий для первого в истории совместного советско-американского документального телефильма «Мы будем сыты», участвовал в его съёмках в Уганде, а затем в монтаже отснятого материала в Сиэтле (США).
Поскольку дипломатических отношений между СССР и ЮАР не существовало, для освещения событий в этой стране в преддверии краха там режима апартеида в 1990 году был назначен корреспондентом ТАСС в Лесото, со всех сторон окружённом территорией расистской республики. В начале 1991 года получил возможность беспрепятственно посещать ЮАР 5 дней в неделю с обязательным возвращением в Масеру. Стал первым советским журналистом, свободно встречавшимся с ведущими политическими лидерами и видными деятелями культуры Южной Африки, объехавшим все провинции ЮАР и передававшим с их территории в Москву оперативную информацию о происходящих там событиях.
В конце 1991 года получил разрешение постоянно работать в Претории, где открыл корпункт ТАСС. В феврале 1992 года присутствовал на церемонии вручения верительных грамот первым в истории послом РФ в ЮАР, после чего взял интервью у последнего «белого» президента этой страны Ф. де Клерка. В том же году в связи с реорганизацией корреспондентской сети ИТАР-ТАСС и сокращением числа его корпунктов назначен заведующим отделением ТАСС во всех странах Тропической и Южной Африки с резиденцией в Йоханнесбурге. Был первым российским журналистом, беседовавшим с Нельсоном Манделой и Сирилом Рамафосой.
В разное время брал также интервью у многих лидеров и ведущих политических деятелей стран Африки. Среди них Л. Сенгор (Сенегал), Д. Кениата (Кения), О. Одинга (Кения), С. Барре (Сомали), Д. Ньерере (Танзания), Й. Мусевени (Уганда), М. Мичомберо (Бурунди), К. Каунда (Замбия), А. Нето (Ангола), С. Машел (Мозамбик), Ж. Чиссано (Мозамбик), Х. Банда (Малави), С. Нуйома (Намибия), С. Кхама (Ботсвана) Летсие III (Лесото), Мсвати III (Свазиленд), С. Рамгулам (Маврикий).
В 1992—1993 годах неоднократно совершал поездки по глубинным районам стран южноафриканского субконтинента. Подготовил множество материалов для российской печати о переходе власти в ЮАР под контроль африканского большинства.
В 1994 году освобождён от должности заведующего отделением ИТАР—ТАСС в Тропической и Южной Африке и получил, по собственной просьбе, творческий отпуск в связи с намерением подготовить книгу о Южной Африке, но с сохранением творческих связей с ТАСС. Одновременно становится корреспондентом ТАСС’овского еженедельника «Эхо планеты». В 1996—2005 годах главы из новой книги, рассказывающие о сосуществовании родо-племенных традиций с современностью у народов коса, зулу,ндебеле, венда,бушменов, публикуются в «Эхо планеты», а также на страницах журналов «Азия и Африка сегодня», «Вокруг света», «Наука и жизнь», «Гео».
Героями его основанных на личных встречах очерков и статей, переданных из ЮАР и вошедших в новую книгу, стали Кристиан Барнард, сделавший первую в мире удачную пересадку человеческого сердца; лауреат Нобелевской премии писательница Надин Гардимер; живший в Кейптауне «король китча» художник Владимир Третчиков; всемирно известный романист Андре Бринк; покровительствовавшая в годы апартеида африканским деятелям культуры Мэри Слэк — любимая дочь «короля алмазов и золота», мультимиллиардера Г. Оппенгеймера; финансовый магнат и авантюрист Сол Керцнер, создавший самый роскошный в Африке курортно-игорный комплекс «Сан-Сити»; находившаяся не в ладах с законом Винни Мадиказела — принцесса племени мпондо и экс-жена Н. Манделы; Виллем де Клерк — сын последнего «белого президента» ЮАР Фредерика Виллема де Клерка, бросивший расистскому бомонду вызов своими любовными похождениями с цветной девушкой Эрикой; знаменитый зулусский ясновидец и предсказатель Кредо Мутве; «королева дождя» из племени балобеду Моджаджи V. Tрехкратным увеличением тиража откликнулся еженедельник «Эхо планеты» на интерес читателей к номеру, в котором был опубликован сенсационный очерк С. Кулика «У истоков чёрного эроса».

" Я всегда мечтал «мотаться» по Африке там, где мне было бы интересно… Во многих странах я оказывался первым советским корреспондентом, а в очень многих районах Чёрного континента и первым русским человеком.  "
— С.Ф.Кулик  http://www.africakoulik.com/
В 2001 году вышел на пенсию. Продолжает работу над новой книгой о странах южноафриканского субконтинента и проектом «Африка зовёт!». Более 50 лет во время всех своих непрекращающихся поездок по Африке не расстаётся с фотоаппаратом. Так возник огромный, насчитывающий более 30 000 сюжетов уникальный фотоархив, часть материалов которого используется на персональном авторском сайте «Сафари длиною в полвека».

## Личная жизнь
В 1962 — 1974 годах состоял в браке с Мариной Александровной Яценко (р. 1938) — географом по образованию, редактором по работе. От этого брака дочь Оксана (р. 1964), выпускница МГУК. От неё внучка, Мария (р. 1989), выпускница РГГУ, тележурналист.
С 1979 года в браке с Кулик Еленой Георгиевной (р. 1950), выпускницей (ВГИК), бывшим старшим редактором телепередачи «Клуб путешественников», кандидатом искусствоведения (Москва), доктором изящных искусств (Йоханнесбург), руководителем южноафриканской туристской компании. Их сын Андрей (р. 1983) окончил Университет Йоханнесбурга по специальности консалтинг и аудит. Магистр экономики, работает в компании PricewaterhouseCoopers в США.

## Звания, членство в организациях
- Член СП СССР/СПР (№ 01985. с декабря 1979 года)
- Член Литературного фонда СССР/России (№ 11238 с декабря 1979 года).
- Член СЖ СССР/России (№ 2293 с ноября 1966 года).
- Член СЖ Москвы (№ 03589 с 1966 года).
- Член Русского Географического общества (№ 16401-77 с 2015 года).
- The National Geographic Society (NGS), United States (с 1997 года).

## Награды, отличия, признание
- орден Трудового Красного Знамени.
- орден Знак Почёта.
- медаль «За трудовую доблесть».
- медаль «За трудовое отличие».
- медаль «Ветеран труда».
- Золотой лауреат Международного конкурса Национальной литературной премии «Золотое перо Руси» «за 14 книг об Африке, иллюстрированных собственными фотографиями, возможность ознакомиться ближе с пигмеями, масаями, бушменами и прочими обитателями „чёрного континента“, сравнить, почувствовать разницу, оценить как отличается жизненный уклад людей, живущих в лесу от тех, кто живёт в пустыне, на окраинах туристических мест. Сафари, М., 1971[1][39]; Кенийские сафари, М., 1975[1][12]; Африканизация в Кении, 1963—1973, М., 1978[1][17]; Когда духи отступают, М., 1981[1][21]; Африка: по следам событий, М., 1983[1][15]; Африка: культура и общественное развитие, М., 1984 (совместно с другими)[1]; Am Horn von Afrika, Lpz., 1983.[22] и др.» (2017 г.)[40] perorusi.ru/blog/2017/10/итоги-2017-2

## Избранная библиография

### Книги
- Кулик С. Ф. Сафари: Путешествия по Восточной, Центральной и Южной Африке. — М.: Мысль, 1971. — 336, [8] с. — (Путешествия. Приключения. Поиск). — 100 000 экз.[7][9][39]
- Современная Кения. — М.: Наука. 1972. — 446с. — ISBN 5-244-00352-6[7][41]
- Afrikanische Safaris — Leipzig .: VEB F.A.Brockhaus Verlag, 1973. 329 с. — 10 000 экз.[42]
- Кенийские сафари. — М.: Мысль, 1975.- 330с. — 65 000 экз. ISBN 200001479217. Переведена на литовский (1980, в Вильнюсе) ISBN и латвийский (1983, в Риге)[7][9][12]
- Африканизация в Кении. 1963—1973. Социально-экономические итоги. — М.: Наука.1978. 215с. — 1300 экз.[17]
- Safaris in Kenia. — Leipzig.: VEB F.A.Brockhaus Verlag, 1979 — 330с. — 10 000 экз.[43]
- Мозамбик. Фотоальбом. — М: Планета. 1981. 135с. — 15 000 экз.[19]
- Когда духи отступают. — М.: Мысль.1981. 221с. — 100 000 экз. ISBN 978-0-01-352462-0 . Переведена на литовский (1988) и эстонский (1990) языки.[7][9][21]
- Am Horn von Afrika. Athiopien. Djibouti.Somalia.Kenia.Фото автора. — Leipzig.: VEB F.A.Brockhaus Verlag, 1983, 160с[22]
- (Совм. с др.). — Африка: культура и общественное развитие, М.: Наука.1984. 8 000 экз.[1]
- Soumrak duchu na Madagaskaru. Praha,: Lidové nakladatelství, 1985.- 240с. — 10 000 экз.[44]
- (совместно с Д. П. Горюновым)). Кения. Фотоочерки о стране. Фото автора. — М.: Планета. 1985. 183с. — 15 000 экз.[20]
- Wenn die Geister weichen. — Moskau.: Progress/Leipzig, VEB F.A.Brockhaus Verlag, 1986. 331с. — 10 000 экз[45]
- Мозамбикские сафари. — М.: Мысль, 1986. 223с. — 80 000 экз. ISBN 978-00-1359588-0[7][9][18]
- Safaris in Mocambique. — Moskau.:Verlag Progress/Leipzig.:VEB F.A.Brockhaus Verlag 1989. 290с. — 10 000 экз. ISBN 3325002153[46]
- Saar merede рistmikul. Reisid mooda Madagaskarit. — Tallinn.: Olion.1990. 235с. — 6000 экз. ISBN 5450005741[42]
- Африка: по следам событий. — М.: Политиздат, 1983. 351с. — 100 000 экз.[15]
- En Premiere Ligne. Moscou.: Editions du Progres.1986. 264 с. — 1260 экз.(на франц. яз.)
- Na Linha da Frente. — Moscovo .: Edicoes Progresso.1986. 309 с. — 6700 экз. (на португал. яз.)
- Кулик С. Ф. Чёрный феникс: Африканские сафари / Предисл. Ю. М. Кобищанова; Фото автора; Худож. А. Брантман. — М.: Мысль, 1988. — 512 с. — 75 000 экз. — ISBN 5-244-00352-6. Переиздана в «Зелёной серии» издательства Армада-пресс[47] в 2001 году. ISBN 5-309-00216-2[7][9][23]

### Энциклопедии и альманахи
- Член редакционной коллегии тома «Восточная и Южная Африка» в 20-томном издании «Страны и народы».
- Автор опубликованных в том же томе статей «Бурунди», «Джибути», «Кения», «Мозамбик», «Намибия», «Руанда», «Коморские острова», «Маврикий», «Реюньон», «Сейшельские острова». — М.: Мысль, 1981.
- Член редакционной коллегии и автор ряда статей в 2-томном энциклопедическом справочнике «Африка». — М.: Советская энциклопедия, том 2, 1987. Стр. 638.
- Член редакционной коллегии и автор очерков в ежегодном литературном альманахе «Африка». — М.: изд. «Художественная литература». 1981—1984. ISBN 5-280-01256-4

### Очерки и статьи
| - Мадагаскар и малагасийцы. Очерк // Новое время.1970. № 11.С.28-29 - Африка – колыбель человечества? // «Юный натуралист» : журнал. — 1971. — № 7. — С. 40—42. - На охоту с пигмеями. // Азия и Африка сегодня, 1971, № 7 С 35-38. - Носи-Бе — «чудо среди океана» // Азия и Африка сегодня.1971 № 8.С.25-26. - Великая Килва // «Вокруг света» : журнал. — 1971. — № 9. — С. 68—72. - Замбия. Таинство, окутанное легендами // «Наука и жизнь» : журнал. — 1972. — № 3. — С. 90—96. - Люди каменистой пустыни // Вокруг света : журнал. — 1972. — № 5. — С. 20—28. - Кения. Энваитенет — остров дурной славы // «Вокруг света» : журнал. — 1973. — № 1. - Африканский медведь: да или нет? // «Вокруг света» : журнал. — 1973. — № 4. - Рендилле становится старейшиной // Вокруг света : журнал. — 1973. — № 12. — С. 16—21. - Дерзкие боран // Вокруг света : журнал. — 1974. — № 2. — С. 44—47. - Сейшелы. Тысяча миль отовсюду // Вокруг света : журнал. — 1974. — № 7. — С. 51—55. - Самбуру. Могикане Восточной Африки // Вокруг света : журнал. — 1975. — № 6. — С. 21—27. - Ндоробо: Могикане Восточной Африки // Вокруг света : журнал. — 1975. — № 7. — С. 23—28. - В «дебрях» заповедного буша // Альманах «На суше и на море», 1975. С.207-235. - Мозамбик — год независимости // Новое время. 1976. № 20 - Сифаки и люди // Вокруг света. 1978. №.11. С.56-61 - Мадагаскар. Излечение в Амбатубе // «Вокруг света» : журнал. — 1979. — № 4. — С. 34—40. - Анталаха – столица ванили. // Новое время : журнал. — 1979. — № 23. — С. 28—30. - Битва за рис // Новое время. 1979. № 51.С.27-30. - Свазиленд. Страна, где есть почти всё? // Вокруг света. 1979. № 12.С.14-19. - Легенды и быль Мадагаскара // Наука и религия. 1980 № 1. С.62-63. № 2 С.60-63. № 3 С.62-63. - Бушмены: Жаждущая земля // Вокруг света : журнал. — 1980. — № 4. — С. 38—42. - Из мадагаскарских дневников // Очерк первый // Азия и Африка сегодня. 1980. № 2. С.31-34 - Очерк второй // Азия и Африка сегодня. 1980. № 4. С.34-37. - Мэгрэ из племени бара // Вокруг света : журнал. — 1980. — № 7. — С. 28—31. - Мадагаскар многоликий // Журнал «Москва».1980. № 9. С.189-201. - Ожившие легенды Мадагаскара // Наука и жизнь.1980. № 10. - Коморы: четыре красавицы // Вокруг света. — 1980. — № 12. — С. 12—17. - Ожившие страницы. Африка. Литературный альманах. Выпуск 1.М.: Художественная литература, 1981. С.369-420. - На земле бецилеу // Азия и Африка сегодня. 1981. № 3. С.34-36. - Маврикий: Сахарница океана // Вокруг света : журнал. — 1981. — № 5. — С. 38—41. - Запретные леса махафали // Наука и религия. 1981. С.60-62. - С караваном по Мадагаскару // Наука и религия. 1981. № 6. С.61-62. - Андре Бринк: «Чтобы творить, надо быть в центре событий, о которых пишешь». // Литературная газета. — 1982. 8 декабря. | - К великой Мономотапе // Вокруг света : журнал. — 1985. — № 11/12. — С. 30—35/35-39. - Африка: Агония апартеида // Азия и Африка сегодня. — 1986. — № 1. - Намакваленд — «Сады Божие» // Азия и Африка сегодня. 1988 № 12 - ЮАР. Просто влюбились // Эхо планеты.1991. № 13. С.34-35 - Народ балаведу и его королева // Азия и Африка сегодня. 1991. № 6 С.27-31. - Есть такая страна — Свазиленд // Эхо планеты.1991. № 37. С.26 −32. - Моджаджи V — королева дождя // Эхо планеты.1991. № 52. С.36-38 - Чудо света Сола Керзнера // Эхо планеты. 1992. № 50. С.26-31 - Если перемены происходят даже в Блумфонтейне // Азия и Африка сегодня. — М., 1992. — N 10. — С. 13-16 - «Чудо трава» — банан // Эхо планеты. 1992. № 52 - Огни «Потерянного города» близь Калахари //Азия и Африка сегодня.1992. № 12 - Договорятся ли в Кемптон-парке? // Эхо планеты. 1993. № 13. С.18-20 - Легко ли стать «гастарбайтером»? / Азия и Африка сегодня. — 1994.-N4. — С.49-52 - Естество Чёрной Африки // Эхо планеты. // 1994. № 23. С.27-33 - Южноафриканец и автомобиль // Азия и Африка сегодня, 1994, № 8,9 - И радуга спустилась с неба // Эхо планеты.1995. № 3. С.18-23 - Бушмены: Звёзды — что глаза предков // Эхо планеты // 1995. № 20. С.18-24 - Легко ли быть африканской женщиной ? // Эхо планеты. 1995. № 23 - Горький финал истории любви // Эхо планеты. 1995. № 41. С.22-24 - Бушмены: мифы и реальность.// Азия и Африка сегодня. — 1996. — № 3,4. - Ритуальные пытки над прекрасным полом // Азия и Африка сегодня. 1996. № 6 - Почему не спит по ночам вождь племени Мадлебе // Эхо планеты-1996. № 6 - Традиция правит бал // Эхо планеты. 1997. № 1. С.26-31 - Зулусы // Азия и Африка сегодня //1997.- № 2/3 - Вироден — формула надежды // Эхо планеты. — 1997.- № 24 — С.30-31 - Радуга в жизни ндебеле // Азия и Африка сегодня. 1998. № 1, С.75-79 - Сануси, предсказавший гибель Дианы Эхо планеты.-1998.-.-.№ 39-40. С.26-33 - Красивое африканское имя — Калаш // Эхо планеты-1998.- № 23 - «Люди неба»: Южная Африка // Азия и Африка сегодня.- 1998.- № 8. С.64-67 - Новогодние «сады божьи» // Азия и Африка сегодня. — 1998. — № 12. — С. 77 - Прощание с веком под грохот тамтамов // Эхо планеты. — 1999. — № 25. C.26-33 - Избранный среди избранных // Азия и Африка сегодня. 1999, № 9. С.27-35 - В долине Лимпопо живут по обычаям предков // Азия и Африка сегодня. 2000 № 6 С.73-77; № 8. С.72-74. - Йоханнесбург избавляется от старой кожи // ГЕО.2001 № 5.С.106-110 - Небожители африканских просторов // ГЕО.2001 № 5.С.112-114. |